# Boletus subluridellus
Espèce
Boletus subluridellus est une espèce de champignons du genre Boletus de la famille des Boletaceae. 